# Золтан Мелиш
Золтан Мелиш (мађ. Zoltán Melis; Пештержебет, 11. септембар 1947) био је мађарски веслачки репрезентативац, члан Веслачког клуба Чепел из Будимпеште. У почетку веслао је у четверцу без кормилара, са којим је и постигао свој највећи успех, а касније у осмерцу.
Два пута је учествовао на Летњим олимпијским играма 1968. у Мексико Ситију и 1972. у Минхену. Већи успех остварио је у Мексико Ситију, освојивши сребрну медаље у четверцу без кормилара иза посаде Источне Немачке. Мађарски четверац је веслао у саставу: Золтан Мелиш, Ђерђ Шарлош, Јожеф Чермељ и Антал Мелиш.
Четири године касније мења дисциплину и весла у осмерцу који завршава на 7 месту.
На европским првенствима у веслању учествовао је са посадом осмерца 1971. и 1973. и оба пута били су четврти.